# Szpikowany zając

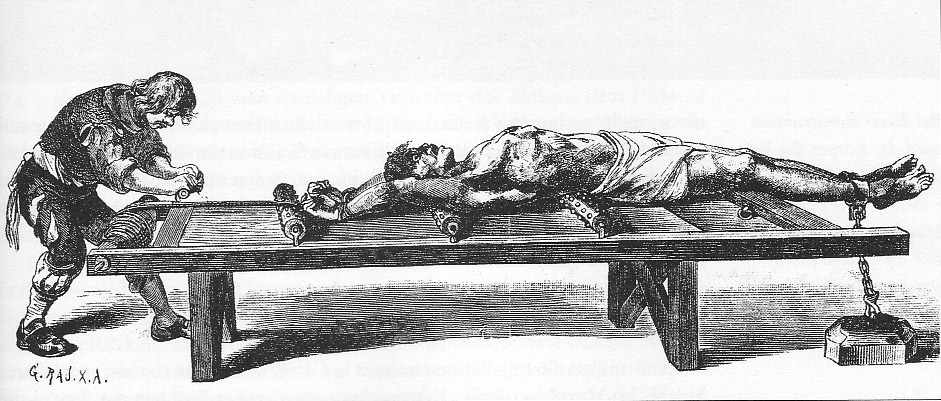
Kat podczas torturowania ofiary na madejowym łożu, które jest wyposażone w trzy rolki ze szpikulcami (szpikowane zające)

Szpikowany zając (też hiszpański zając) – średniowieczne narzędzie tortur. Narzędzie występowało w różnych kształtach i odmianach. Był to przeważnie drewniany lub metalowy wałek naszpikowany nawet 400 metalowymi kolcami. Ofiara była przywiązywana do pręgierza w pozycji stojącej, następnie kat przesuwał zającem po plecach skazańca. Innym zastosowaniem było zamontowanie go w madejowym łożu, na którym następnie za pomocą kołowrota przeciągano oskarżonego po wałkach.

## Historia
Szpikowany zając był używany w późnym średniowieczu i w początkowym okresie czasów nowożytnych. Tego narzędzia tortur używano do wymuszania zeznań i należało ono w ówczesnej praktyce sądowej do zwykłych środków „prawdy”, w szczególności w procesach czarownic.
W krytycznym opracowaniu o procesach czarownic w Braniewie w Prusach Wschodnich, które zostało opublikowane w 1859 w periodyku „Neue Preußische Provinzial-Blätter”, autor Jacob Lilienthal skomentował je w następujący sposób: „Hiszpańskie buty, szpikowany zając oraz podobne nazwy narzędzi tortur są, jeśli nie szyderstwem, to przynajmniej okrutnym żartem, na który sobie pozwalano wobec godnych współczucia ofiar”.

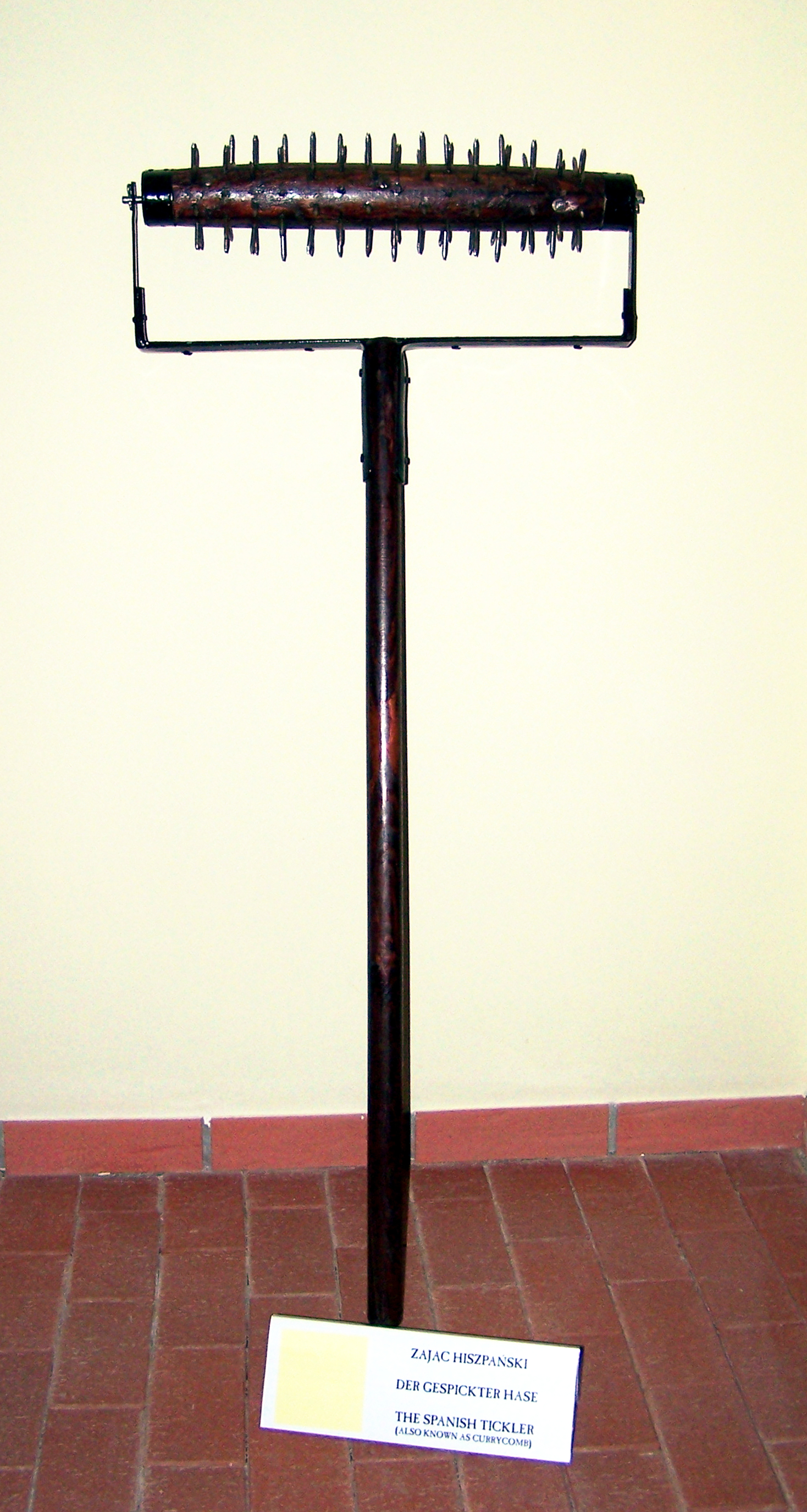
Szpikowany zając z drewnianym trzonkiem
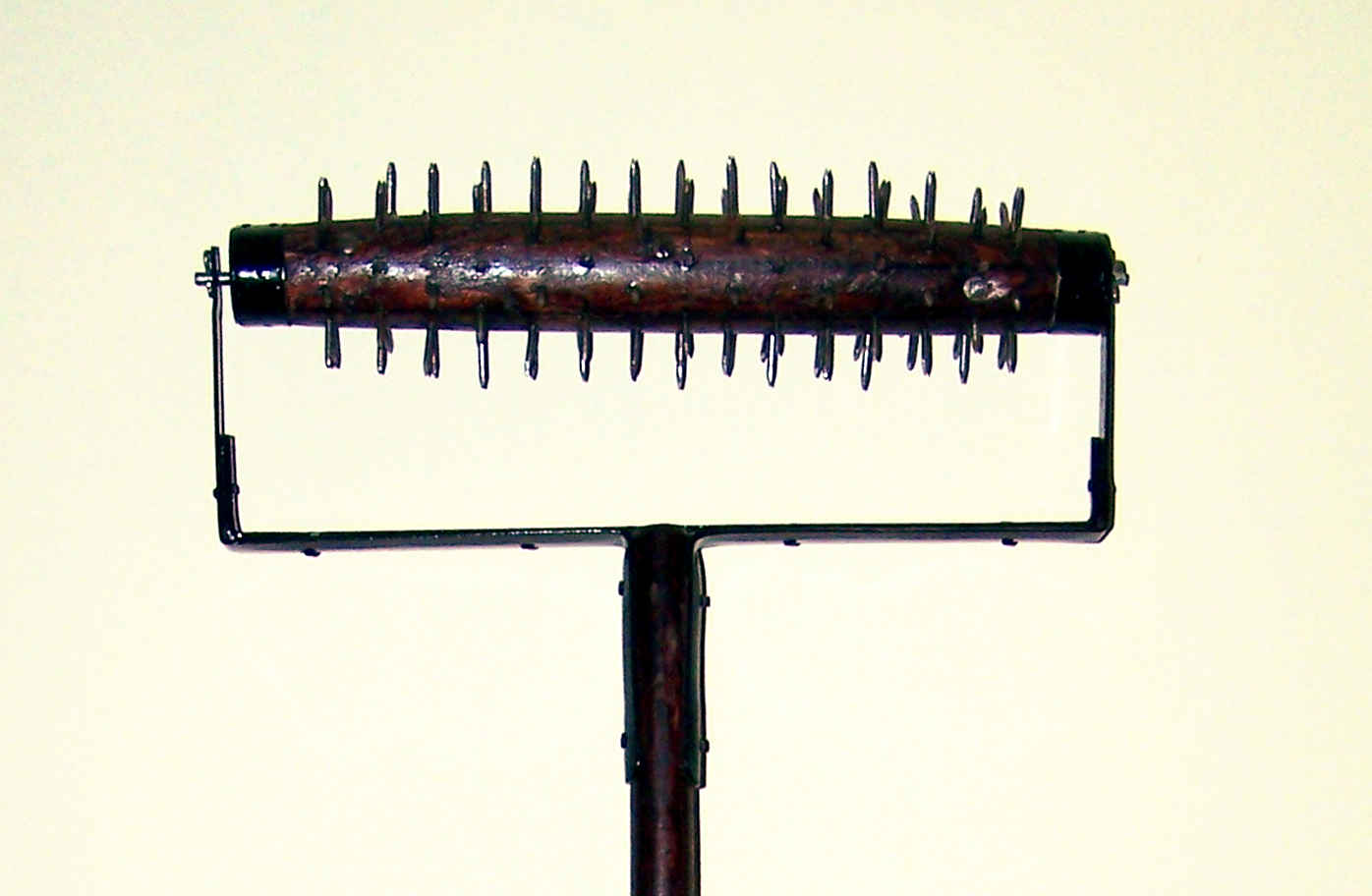
Szpikowany zając – zbliżenie metalowej rolki z kolcami
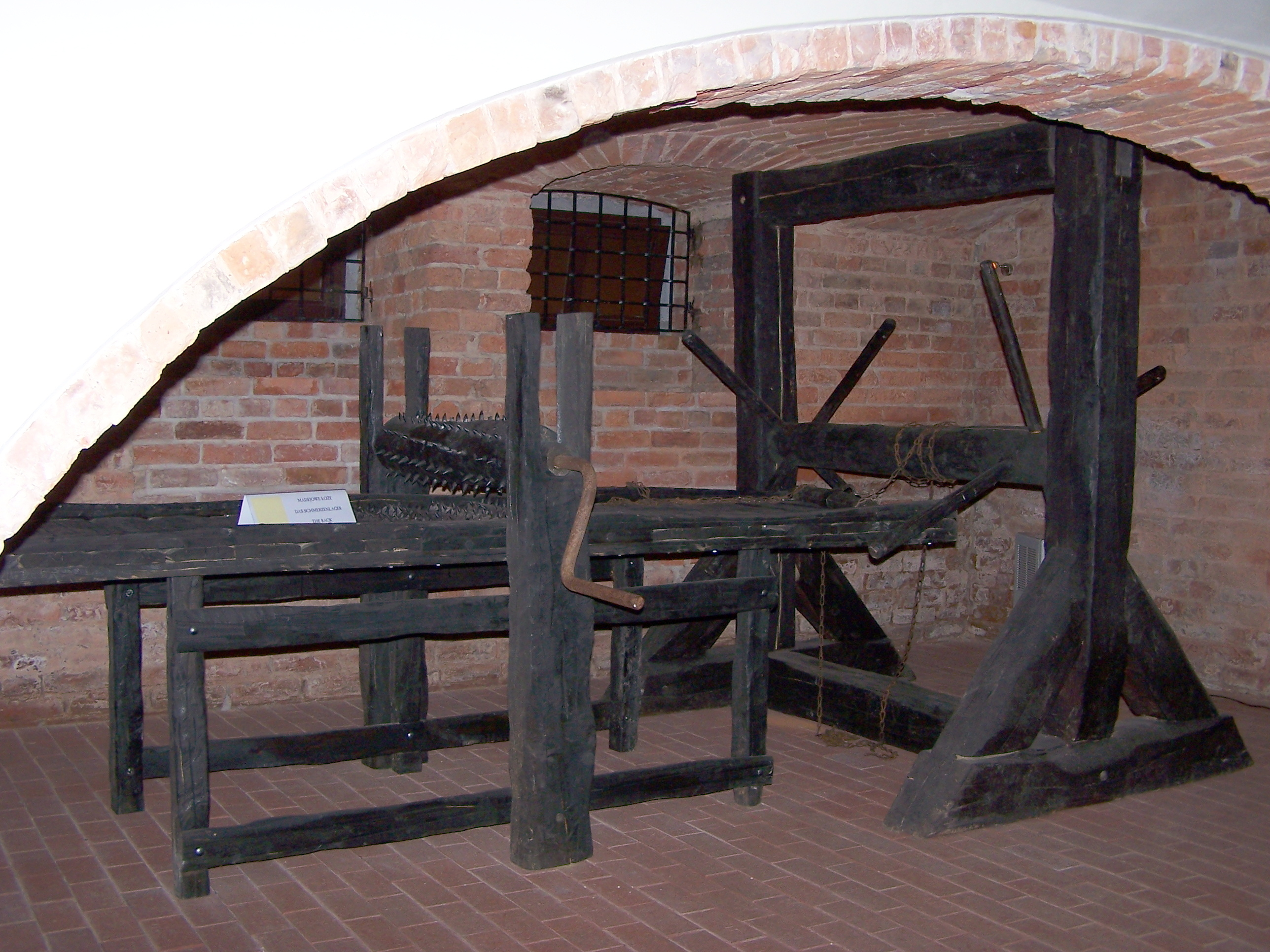
Szpikowany zając z madejowym łożem
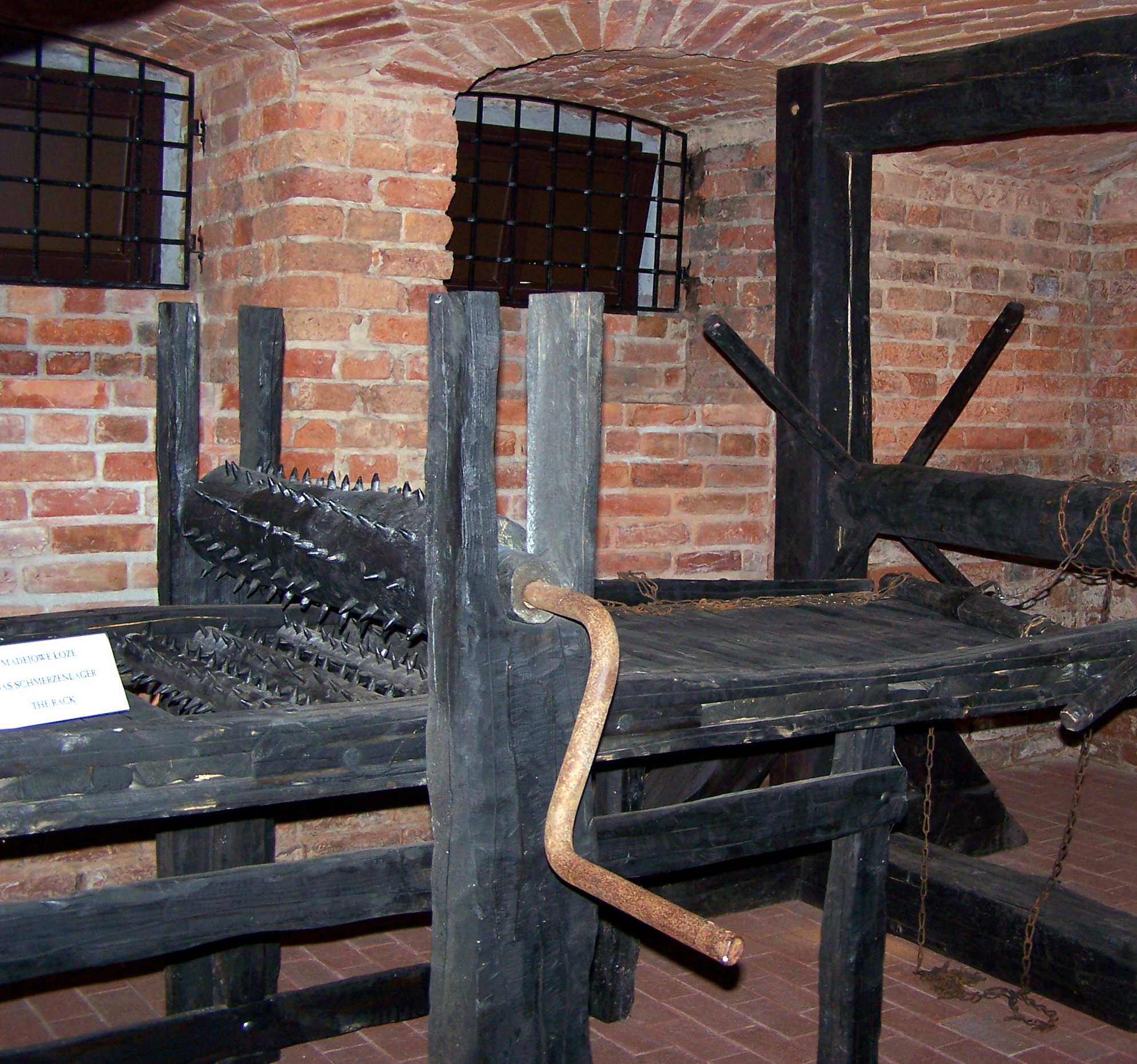
Zbliżenie: na dole trzy mniejsze walce z kolcami, na górze jeden większy z ręczną korbą